# Biến cách
Trong ngôn ngữ học, biến cách (tiếng Anh: declension) là sự biến đổi hình thái thường dùng để làm chức năng cú pháp trong câu và có thể áp dụng cho danh từ, động từ, tính từ, trạng từ và từ hạn định để biểu thị số lượng (tức là số ít, số đôi, số nhiều), cách (chủ cách, nghiệp cách, thuộc cách, vị cách), giống (đực, cái, trung) và nhiều phạm trù ngữ pháp khác, trong khi sự biến đổi hình thái động từ được gọi là chia động từ.
Biến cách xảy ra trong nhiều ngôn ngữ thế giới. Đây là một khía cạnh quan trọng của các nhóm ngôn ngữ như Quechua (tức là các ngôn ngữ có nguồn gốc từ Andes), Ấn-Âu (v.d. tiếng Đức, tiếng Litva, tiếng Latvia, ngữ tộc Slav, tiếng Phạn, tiếng Latinh, tiếng Hy Lạp cổ đại, tiếng Hy Lạp hiện đại, tiếng Albania, tiếng Armenia cổ điển và tiếng Armenia hiện đại và tiếng Kurd), Bantu (v.d. tiếng Zulu, tiếng Kikuyu), ngữ tộc Semit (v.d. tiếng Ả Rập hiện đại tiêu chuẩn), nhóm ngôn ngữ Phần Lan-Ugria (v.d. tiếng Hungary, tiếng Phần Lan, tiếng Estonia), và ngữ hệ Turk (v.d. tiếng Thổ Nhĩ Kỳ)
Tiếng Anh cổ ban đầu là một ngôn ngữ có biến tố, nhưng phần lớn thay đổi biến tố bị biến mất khi phát triển thành tiếng Anh hiện đại. Mặc dù theo truyền thống được phân loại là ngôn ngữ cú pháp, tiếng Anh hiện đại đã chuyển thành một ngôn ngữ phân tích.

## Lịch sử
Người ta phù ứng rằng người Hy Lạp cổ đại có ý tưởng "mơ hồ" về các hình thái danh từ trong ngôn ngữ của họ. Một mảnh vỡ của Anacreon dường như chấp nhận ý tưởng này. Tuy nhiên ý tưởng này không thể được kết luận rằng người Hy Lạp cổ đại thực sự biết các cách ngữ pháp này là gì. Các nhà khắc kỷ phát triển một số khái niệm cơ bản mà ngày nay là cơ sở của ngôn ngữ học. Ý tưởng của cách ngữ pháp cũng được truy trở lại về nhà khắc kỷ, nhưng nó vẫn còn không rõ hoàn toàn ý nghĩa chính xác với khái niệm về các cách này.

## Tiếng Anh hiện đại
Trong tiếng Anh hiện đại, hệ thống biến cách rất đơn giản so với một số ngôn ngữ khác hiếm sử dụng thuật ngữ biến cách.

### Danh từ
Nhiều danh từ trong tiếng Anh phân biệt dạng số ít và số nhiều. Danh từ và nhiều cụm danh từ có thể hình thành một cấu tạo sở hữu. Số nhiều trong nhiều danh từ được hình thành bằng đuôi -s (hoặc -es), trong khi sở hữu cách luôn hình thành bằng đuôi -'s ghép sau, đối với dạng số nhiều kết thúc bằng s, chỉ bằng một dấu nháy đơn.
Ví dụ, hãy xem xét các hình thái của danh từ girl. Hầu hết người nói phát âm tất cả các dạng khác với dạng đơn giản số ít (girl) giống hệt nhau.
|             | Số ít  | Số nhiều |
| ----------- | ------ | -------- |
| Đơn giản    | girl   | girls    |
| Sở hữu cách | girl's | girls'   |

Ngược lại, có một vài danh từ bất quy tắc (như man/men) phức tạp hơn một chút trong các dạng của chúng. Trong ví dụ này, tất cả bốn dạng được phát âm rõ ràng.
|             | Số ít | Số nhiều |
| ----------- | ----- | -------- |
| Đơn giản    | man   | men      |
| Sở hữu cách | man's | men's    |

Nhìn chung, đối với danh từ giống không thể biến cách được trong tiếng Anh hiện đại. Có các tình huống đơn lập trong đó một số danh từ nhất định có thể được chỉnh sửa để phản ánh giống, mặc dù không theo cách có hệ thống. Từ mượn từ các ngôn ngữ khác (cụ thể là tiếng Latinh và các ngôn ngữ Roman) thường giữ nguyên dạng giống cụ thể của chúng trong tiếng Anh, v.d. alumnus (giống đực số ít), alumna (giống cái số ít). Tương tự, tên vay mượn từ các ngôn ngữ khác chỉ ra sự khác biệt có thể so sánh được: Andrew và Andrea, Paul và Paula, v.v.. Ngoài ra, các hậu tố như -ess, -ette và -er đôi khi được áp dụng để tạo ra các phiên bản danh từ có giống rõ ràng, với sự đánh dấu cho giống cái phổ biến hơn nhiều so với sự đánh dấu cho giống đực. Nhiều danh từ có thể sử dụng làm chức năng làm yếu tố của hai giống hoặc thậm chí cả ba, và lớp giống trong danh từ tiếng Anh thường được xác định theo sự phù ứng với đại từ, thay vì đánh dấu vào mình.
Có thể có các dẫn xuất khác từ các danh từ không được coi là biến cách. Ví dụ, danh từ riêng Britain có tính từ mô tả liên quan British và tên gọi dân cư Briton. Mặc dù những từ này có liên hệ rõ ràng và nhìn chung được coi là những từ cùng gốc, chúng không được coi là các dạng của cùng một từ, và do đó không phải lầ các hình thái biến cách.